# سان-جون-سور-ريسوز
سان-جون-سور-ريسوز (بالفرنسية: Saint-Jean-sur-Reyssouze)‏ هي بلدية فرنسية تقع في إقليم الآن. رمز إنسي لها هو:1364. أما الرمز البريدي لها فهو: 1560.